# 翁德热·维塔塞克
翁德热·维塔塞克（捷克語：Ondřej Vitásek，1990年9月4日—），捷克男子冰球运动员，场上位置是后卫。他曾代表捷克国家队参加2018年冬季奥林匹克运动会冰球比赛，获得第四名。